# Верх-Чик
Верх-Чик — деревня в Ордынском районе Новосибирской области России. Административный центр Верх-Чикского сельсовета.

## География
Площадь деревни — 144 гектаров.

## Население
| 2002 | 2007 | 2010 |
| ---- | ---- | ---- |
| 722  | ↘696 | ↘650 |

## Инфраструктура
В деревне по данным на 2007 год функционируют 1 учреждение здравоохранения и 1 учреждение образования.